# Manuel Torres Hervás
Manuel Torres Hervás, també conegut com "El practicante" (Vilches, 1917 - Benaixeve, 1947) fou un militar republicà i guerriller mort per la Guàrdia Civil.
A finals de 1934 ingressà a la marina i actuà com a barber en el destructor "Escaño". Després de servir la marina republicana durant tota la Guerra Civil Espanyola, el març de 1939 abandonà Cartagena cap a l'exili francès. Un mes més tard, però, retornà a Espanya amb el convenciment que no seria perseguit. Tanmateix dies després fou detingut i reclòs al camp de concentració de Rota (Cadis), on fou obligat a integrar-se a diversos batallons de treball. L'agost de 1940 ingressà al Penal de Cartagena i un consell de guerra encetà contra ell un procés sumaríssim, resultat del qual fou condemnat a reclusió perpètua el setembre de 1941.
El 1944 s'evadí del camp de treball del Valle de los Caídos i s'integrà en la guerrilla, on fou conegut amb el sobrenom de "El practicante". Caigué abatut en un enfrontament amb la Guàrdia Civil a Benaixeve el juliol de 1947, essent enterrat en una fossa comuna del cementeri d'aquell municipi. Les circumstàncies de la seva mort i el lloc d'enterrament van ser ignorades per la família fins que el 1996 la seva història fou coneguda a través d'una investigació televisiva.
El seu fons personal es conserva a l'Arxiu Nacional de Catalunya. El fons documental aplega la correspondència personal i familiar de Manuel Torres Hervás des del moment del seu ingrés a la marina fins a la seva mort, així com documentació identificativa, cartes i fotografies de la seva família. Així mateix, inclou còpies de la documentació judicial relatives al Consell de Guerra sumaríssim i a la mort violenta de Manuel Torres Hervás, aconseguits per la seva família com a resultat de la investigació duta a terme sobre el seu destí final.